# 王戎
王 戎（おう じゅう、青龍2年（234年）- 永興2年6月4日（305年7月11日））は、中国三国時代から西晋にかけての政治家・軍人。魏・晋に仕えた。字は濬沖。徐州琅邪郡臨沂県（現在の山東省臨沂市蘭山区）の人（琅邪王氏）。祖父は王雄（字は元伯）。父は王渾（字は長源、王渾（玄沖）とは別人）。叔父は王乂（字は叔元、魏の平北将軍）。従弟は王衍。子は王万・王興・娘（裴頠妻）。『晋書』に伝がある。
竹林の七賢の一人であり、『世説新語』に数々の逸話がある。

## 生涯
幼い時の神童振りは、曹叡（明帝）や阮籍にも認められていた。阮籍は父とも友人であったが、自分よりも20歳若い王戎と語らうことを好んだ。父が亡くなると、昔の家来達が香典を持って弔問に訪れたが、王戎は付け届けの類を全て受け取らず、名声を高めた。
王戎の体格は小柄であったが、堂々と振舞い、必ずしも礼に拘ることはなかった。話し好きで知られ、酒を嗜みながら阮籍達と竹林で遊んだ。蜀征伐に赴く鍾会に相談を持ちかけられた際、道家の言葉を引きながら語った発言は、鍾会の命運を見通したものであったため、識者に評価された。
父の爵位を継いだ後は、司馬昭の招聘を受けて魏・晋で官職を歴任した。司馬昭の死後、司馬炎から吏部黄門・散騎常侍・河東太守・荊州刺史と順番に任じられたが、荊州刺史の時に役人を私的な用事に使ったため、免職となりそうになった。しかし罰金で済まされた。泰始8年（272年）、呉の歩闡が帰順して来た際、軍法違反のため羊祜から斬られそうになった。この時も王戎は助かったが、同じく羊祜に批判された王衍と共に、羊祜の悪口を言い散らした。世人は王氏の威風を憚って、羊祜には徳が無いと噂するようになった。
その後、豫州刺史に転任し、建威将軍に任命された。咸寧5年（279年）からの呉侵攻（呉の滅亡 (三国)）では、武昌に侵攻して王濬と共に呉を滅亡に追い込む功績を挙げた。その功績で安豊亭侯の爵位を得た。呉の人々に恩寵を施し、多くの人を心服させ侍中となったが、贈賄の疑いをかけられた。武帝（司馬炎）はそれを庇っている。
『晋書』は政治家としての王戎について、特別の能力はなかったが多くの功績がついてきたため、高官にまで昇ったとしている。光禄大夫・吏部尚書まで官職が昇ったところで、母の喪に服するために官を離れた。王戎は礼に拘る人間ではなかったが、父に対して親孝行であったため、瞬く間にやつれていった。その様子は劉毅に「死孝」であると評され、身の安全を心配した武帝は、王戎に薬を与え医者に係らせた。
武帝の没後、外戚の楊駿が実権を握ると太子太傅に任命された。楊駿が誅殺されると、それに功績のあった東安公司馬繇が勝手な振る舞いをしたため、これを諌めた。王戎は光禄大夫・中書令となった。王戎は「甲午の制」と呼ばれる官吏登用制度を始めたが、不正の温床となっていると指弾された。しかし王戎がそれでも地位を保てたのは、外戚の賈氏や郭氏と結びついていたからであった。
元康7年（297年）、官位はついに三公である司徒まで昇った。しかし永康元年（300年）、娘婿の裴頠に連座し免職となった。その後も、朝廷の要職へ就いたにもかかわらず八王の乱の政治的混乱の中、積極的な政治力を発揮することはなかった。またそれ故に殺害されることもなかった。
永興元年（304年）、司馬衷は成都王司馬穎を親征し大敗、これに従軍していた王戎は翌永興2年（305年）に72歳で没した。子の王万が若死し、王興も庶子であり後継できなかったため、縁戚の者に後を継がせた。

## 人物
「名声」の有する危険性を逸早く察知し、為政者から要らぬ嫌疑を受けぬ様、吝嗇の汚名に因り故意に名声を低めようとした。父の王渾が死去した時、涼州時代の故吏たちから銭数百万の香典が寄せられた際、彼は一切受領しなかった。これが彼本来の性向であって、父の死に動転したためであるとされ、「芝居」を演じ忘れることがたびたびであった。
若い頃から文才に優れ、荀寓（荀彧の三男の荀俁の子）や杜黙らと親交があった。また光禄大夫の時に、鄧艾の孫の鄧千秋を武帝に推挙し、鄧艾の名誉回復にも尽力した。さらに旧呉の石偉という人物を採り立てている。
『世説新語』では幼い時に神童であったが、長じて吝嗇家として知られるようになったとされ、相反するような方面での逸話が残されている。例えば「庭の李を売っていたが、李は発芽しないよう種に穴を開けて売られていた」・「甥が結婚する際に着物を用意したが、後で代金を請求した」・「娘が裴頠のところへ嫁入りした時、銭数万を贈った。その後、彼女が里帰りしても王戎が不機嫌なので、慌てて銭金を返すと急に笑顔を見せた」等の話がある。

## 参考
- 小松英生『『晋書』王戎伝訳注』